# 衡水市第二中学
衡水市第二中学（衡水外国语学校，简称衡水二中），是一所位于中国河北省衡水市桃城区的高级中学，同时也是河北省省级示范性高级中学之一。衡水二中有东西北三个校区，校园约210亩。衡水市第二中学创办于1996年；1999年，河北省教育委员会批准加挂‘河北省外国语学校’校牌；2003年，被认定为河北省示范性高中。2019年被省教育厅、省环境厅评为河北省绿色学校。自2018年以来，衡水二中的高考成绩蒸蒸日上，成为河北省第二大“超级中学”。但其监狱式管理制度和紧张的教学模式也备受争议并传出大量不友好影片校方均未表态。不友好影片往往会被删除。

## 争议
2014年10月11日和2015年3月29日，各有一名学生跳楼。后校方在走廊布置了密封铁栏杆，被指是为防止学生跳楼，這反而让学校像监狱。后再次被指存在消防隐患，衡水消防队介入调查。
据中国数字时代消息，该中学一名学生在知乎发帖揭露该校存在虐待学生如采取体罚和不合理的时间安排、威胁学生删除对该校的不利言论、歧视教师、动用外部关系隐瞒实际情况以躲过外部视察的行为。原帖已被删除。